# الجبل الأخضر (عجلون)
الجبل الأخضر قرية تقع على قمة جبل في محافظة عجلون قرب بلدة عنجرة شمال الأردن، وهي إحدى قرى بلدية الصفا.

## الموقع
تقع قرية الجبل الأخضر شرق بلدة عنجرة على الحدود بين محافظة جرش وعجلون وجنوب جبل ام درج.